# Anton Losinger

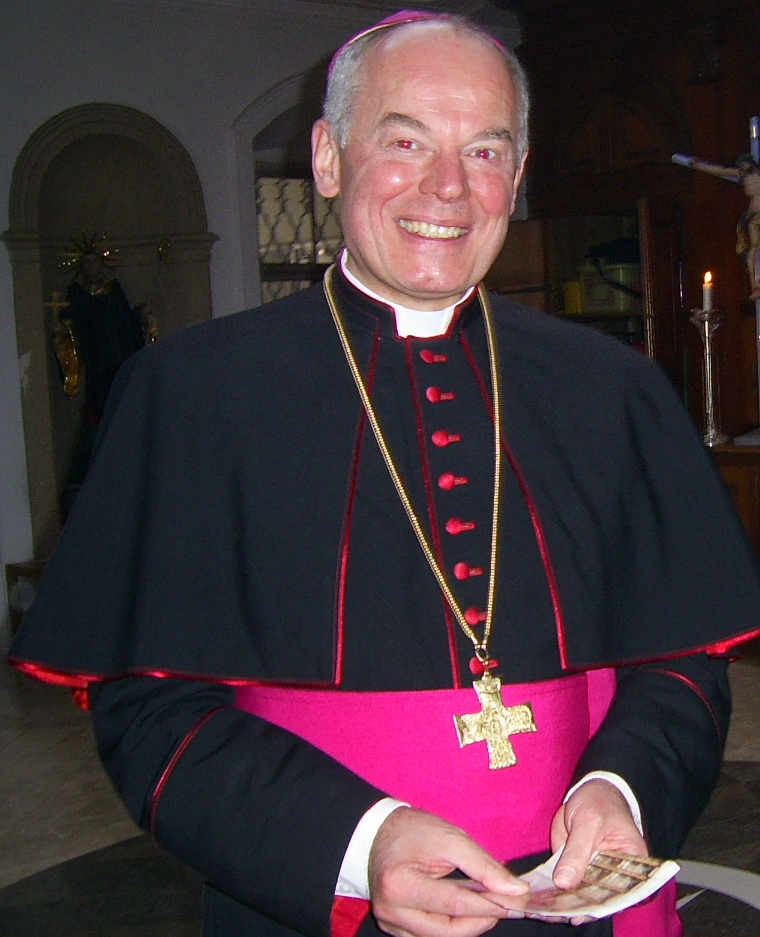
Weihbischof Anton Losinger

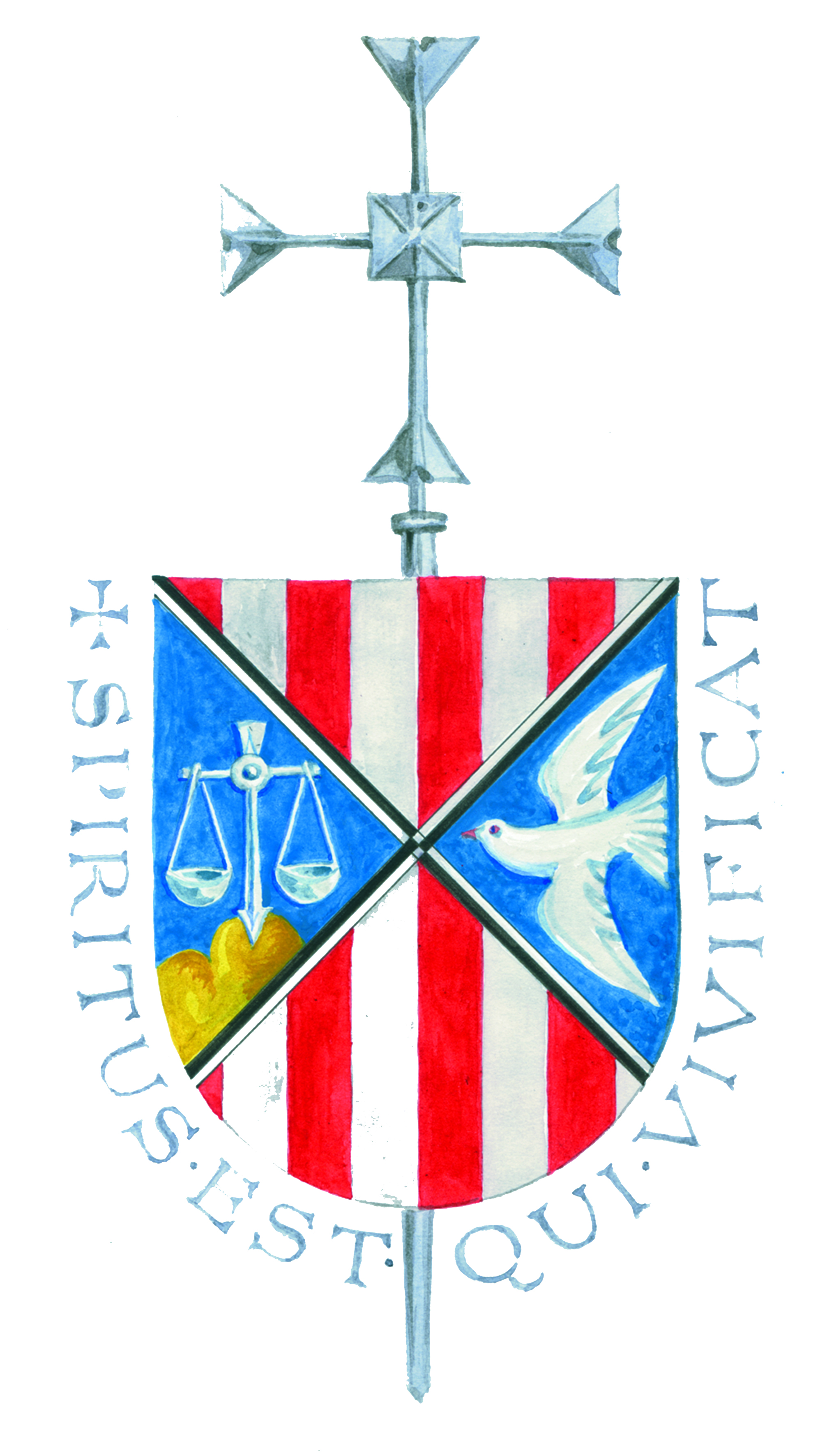
Bischofswappen von Anton Losinger

Anton Losinger (* 27. Juli 1957 in Friedberg, Regierungsbezirk Schwaben) ist Weihbischof und Dompropst im Bistum Augsburg.

## Leben
Anton Losinger wuchs in Rohrbach auf. Er besuchte von 1968 bis 1977 das Johann-Michael-Sailer-Gymnasium in Dillingen an der Donau und studierte im Anschluss bis 1983 Philosophie und Katholische Theologie an der Universität Augsburg. Zum Diakon wurde er am 30. Oktober 1982 geweiht. Am 3. Juli 1983 empfing er durch Bischof Josef Stimpfle in Augsburg die Priesterweihe.
1988 wurde Anton Losinger im Fach Theologie mit der Dissertation zum Thema Iusta autonomia. Studien zu einem Schlüsselbegriff des Zweiten Vatikanischen Konzils promoviert. Diese Arbeit wurde 1989 mit dem Albertus-Magnus-Preis der Katholisch-Theologischen Fakultät der Universität Augsburg ausgezeichnet. Nach dem Studium der Volkswirtschaftslehre von 1989 bis 1993 folgte Losingers Promotion zum Dr. rer. pol. mit der Dissertation über die Gerechte Vermögensverteilung. Das Modell Oswald von Nell-Breunings. Anschließend war Anton Losinger von 1994 bis 1995 Gastprofessor an der School of Philosophy der Catholic University of America in Washington, D.C.
1997 bis 2000 war Losinger als Pfarrer in den Gemeinden St. Peter und Paul in Irsee im Allgäu und St. Laurentius in Ingenried tätig. Im Jahr 2000 folgte die Ernennung zum Domkapitular und Leiter des Referates „Schule und Bildung“ im Bischöflichen Ordinariat des Bistums Augsburgs. Am 6. Juni 2000 ernannte ihn Papst Johannes Paul II. zum Titularbischof von Vazi-Sarra und zum Weihbischof in Augsburg. Die Bischofsweihe spendete ihm Bischof Viktor Josef Dammertz OSB am 16. Juli desselben Jahres im Augsburger Dom; Mitkonsekratoren waren der Bamberger Erzbischof Karl Braun und Weihbischof Josef Grünwald. Sein Wahlspruch Spiritus est qui vivificat („Der Geist ist es, der lebendig macht“) entstammt den Johannesevangelium (Joh 6,63 ).
2003 wurde er von Kardinal-Großmeister Carlo Kardinal Furno zum Großoffizier des Ritterordens vom Heiligen Grab zu Jerusalem ernannt und am 4. Oktober 2003 durch Anton Schlembach, Großprior der deutschen Statthalterei, investiert.
2009 wurde er zum Dompropst des Augsburger Domkapitels gewählt.
2010 wurde Losingers Name als möglicher Nachfolger für den zurückgetretenen Walter Mixa oft in den Medien genannt; z. B. als er Ende April den Freiburger Erzbischof Robert Zollitsch und den Münchener Erzbischof Reinhard Marx bei einer Privataudienz bei Papst Benedikt XVI. begleitete. Im Jahr 2011 wurde er zum Mitglied des Senates der Max-Planck-Gesellschaft gewählt.

## Wirken
Im Jahr 2005 wurde Anton Losinger durch Beschluss der Bundesregierung in den Nationalen Ethikrat berufen. Dort gab er 2006 ein Minderheitsvotum zum Thema Sterbehilfe ab. Nach Auflösung des Nationalen Ethikrats 2008 gehörte Losinger von 2008 bis 2016 dem Deutschen Ethikrat an, in den er vom Bundestagspräsidenten berufen wurde.
Im September 2016 wurde er als einziger Theologe in die von Bundesverkehrsminister Alexander Dobrindt neu eingerichtete Ethik-Kommission „Automatisiertes und vernetztes Fahren“ berufen.
Er ist stellvertretender Vorsitzender der Kommission für gesellschaftliche und soziale Fragen sowie Mitglied der Kommission für Wissenschaft und Kultur der Deutschen Bischofskonferenz und gehört der Kommission der europäischen Bischofskonferenzen an.
Losinger wurde im März 2015 von den Bayerischen Bischöfen zum Vorsitzenden des Stiftungsrats der Katholischen Universität Eichstätt-Ingolstadt (KU) gewählt. Er folgt in diesem Amt auf den Vorsitzenden der Freisinger Bischofskonferenz, Kardinal Reinhard Marx, der Magnus Cancellarius der KU bleibt.

## Ehrungen und Auszeichnungen
- Ritterorden vom Heiligen Grab zu Jerusalem (Komturei Augsburg)
- Albertus-Magnus-Preis der Diözese Augsburg für herausragende wissenschaftliche Leistungen auf dem Gebiet der Theologie
- Wissenschaftspreis des Katholisch-sozialen Instituts der Erzdiözese Köln für herausragende wissenschaftliche Arbeiten im Bereich der Sozialethik und Gesellschaftspolitik (1994)
- Ernennung zum Ehrenpräsidenten des Chorverbands Bayerisch-Schwaben (16. Januar 2010)
- Verdienstkreuz am Bande des Verdienstordens der Bundesrepublik Deutschland (2012)

## Schriften
- „Iusta autonomia“. Studien zu einem Schlüsselbegriff des II. Vatikanischen Konzils (= Abhandlungen zur Sozialethik. Bd. 29). Schöningh, Paderborn u. a. 1989, ISBN 3-506-70228-9 (Zugleich: Augsburg, Universität, Dissertation, 1988).
- Der anthropologische Ansatz in der Theologie Karl Rahners. EOS-Verlag, St. Ottilien 1991, ISBN 3-88096-681-8.
- Gerechte Vermögensverteilung. Das Modell Oswald von Nell-Breunings (= Abhandlungen zur Sozialethik. Bd. 34). Schöningh, Paderborn u. a. 1994, ISBN 3-506-70234-3 (Zugleich: Augsburg, Universität, Dissertation, 1993).
- The Ethical Implications of the Economic Order. In: Michel Lejeune, Philipp W. Rosemann (Hrsg.): Business Ethics in the African Context Today (= UMU Studies in Contemporary Africa. Bd. 1). Uganda Martyrs University Press u. a., Nkozi-Kampala 1996, ISBN 9970-419-00-5, S. 47 ff.
- Relative Autonomy. The Key to Understanding Vatican II. Peter Lang, Frankfurt am Main u. a. 1997, ISBN 0-8204-3260-1.
- The Anthropological Turn. The Human Orientation of the Theology of Karl Rahner (= Moral Philosophy and Moral Theology Series. Bd. 2). Fordham University Press, New York NY 2000, ISBN 0-8232-2067-2.